# Departamento de Escuintla
Escuintla, oficialmente el Departamento de Escuintla, es uno de los veintidós departamentos que conforman la República de Guatemala, situado en el centro-sur del país (en la región V). Posee una extensión territorial de 4384 km². Su cabecera departamental del mismo nombre, es la ciudad más importante del departamento con una población aproximada de 791,639 habitantes. Limita al norte con los departamentos de Guatemala, Sacatepéquez y Chimaltenango, al este con Santa Rosa y al oeste con Suchitepéquez, al sur con el Océano Pacífico. Otras ciudades importantes en Escuintla son: Santa Lucía Cotzumalguapa, Tiquisate, Puerto San José, Palin y Nueva Concepción. En el sur del departamento se ubica Puerto Quetzal, el puerto más importante del litoral del Océano Pacífico guatemalteco y uno de los importantes del país. Su nombre proviene etimológicamente del nahuátl Itzcuintlan que significa "Tierra de Perros", por la confusión de los conquistadores españoles, entre los perros y los tepezcuintles, autóctonos y abundantes en la región.

## Toponimia
El nombre Escuintla, Proviene de la lengua náhuatl Itzcuintlán, es un topónimo aglutinado que se compone de dos palabras:
- Itzcuintli = Perro.
- -tlan = significa lugar o sitio, es decir: "Lugar de perros"

Otra versión indica que el nombre proviene de la lengua pipil y significa aproximadamente "Cerro de los perros", debido a que los nativos criaban tepezcuintles o pacas para su alimentación, que los españoles confundieron con perros mudos.

## Historia

### Época colonial
El territorio fue conquistado por Pedro de Alvarado, después de reducir a los zutuhiles. Los habitantes precolombinos de Escuintla eran de origen vario. Pues sobre la zona que actualmente ocupa Santa Lucía Cotzumalguapa, estaba poblada por los kackchiqueles y el área que actualmente ocupa la cabecera departamental, cuyo antiguo emplazamiento estaba ubicado en lo que hoy es el Ingenio Santa Ana, estaba ocupado por indígenas de la etnia pipil de origen mexica y que habían llegado a la zona por órdenes del emperador mexicano Ahuizotl quien estaba interesado en conquistar la zona. Estos llegaron como comerciantes asentándose en la zona hasta lo que hoy es la República de El Salvador. Y, escogieron ese sector pues era la ruta que todas las etnias indígenas recorrían para llegar hasta Iztapa (Río de la Sal) donde se proveían de sal para cutir sus cueros y sus alimentos. Los pipiles empezaron por cobrar un impuesto a aquellos que pasaban por el sector, lo que trajo la animadversión de todos sus vecinos, de manera que cuando los zutuhiles habían sido conquistados por los españoles, vieron estos la oportunidad de deshacerse de sus viejos enemigos y le hablaron a Pedro de Alvarado de la existencia de «Panatacat» ("entre cañaverales", no por la presencia de caña de azúcar sino por la caña conocida como "vara de coyote" que abundaba en la zona) que era el nombre original de Escuintla que recibió el nombre de Itzcuintlan o Itzcuintepeque de los nativos mexicanas de habla nahuatl que acompañaban a Alvarado. Pedro de Alvarado llegó hasta Panatacat, siguiendo la confluencia que forman los volcanes de Agua, Acatenango y Fuego, es decir el Valle de Almolonga (Antigua Guatemala) hasta llegar a Siquinala (Tierra del pájaro de agua). Llegó de noche bajo una lluvia torrencial, y sorprendió los nativos que durante tres días defendieron su territorio. Finalmente se entregaron a Alvarado cuando este amenazó con destruir sus sementeras, cacaotales y cultivos de maíz. Cuando ya fueron hechos prisioneros estos fueron masacrados. Por esta acción Alvarado fue sometido a un juicio de residencia (el primer juicio por violación de los derechos humanos del que se tiene conocimiento en América Latina promovido por Fray Bartolomé de las Casas).
Durante la época colonial, Escuintla fue una provincia que se dividía en dos partidos: Escuintla y Guazacapán. 

### Tras la Independencia de Centroamérica
El Estado de Guatemala fue definido de la siguiente forma por la Asamblea Constituyente de dicho estado que emitió la constitución del mismo el 11 de octubre de 1825: «el estado conservará la denominación de Estado de Guatemala y lo forman los pueblos de Guatemala, reunidos en un solo cuerpo.  El estado de Guatemala es soberano, independiente y libre en su gobierno y administración interior».
Guatemala/Escuintla fue uno de los departamentos originales del Estado de Guatemala fundado en 1825; su cabecera era la Nueva Guatemala de la Asunción, y tenía a los municipios de Guatemala, Amatitlán, Escuintla, Mixtán, Jalpatagua, Guazacapán, y Cuajiniquilapa.
La constitución del Estado de Guatemala promulgada el 11 de octubre de 1825 también estableció los circuitos para la administración de justicia en el territorio del Estado; Escuinta era el distrito N.º 2 y estaba distribuido de la siguiente forma:
| N.º | Circuito  | Poblados |
| --- | --------- | --- |
| 1   | Escuintla | Escuintla, San Pedro Mártir, Chahuite, Masagua, Guanagazapa, los dos Mixtanes, Don García, Tecuaco, La Gomera, Chipilapa, Siquinalá y Cotzumalguapa. |

### Creación del departamento de Escuintla
El 25 de diciembre de 1838 el congreso de la República Federal de Centro América autorizó la creación del Estado de Los Altos; ante esto, el Estado de Guatemala se reorganizó en siete departamentos y dos distritos independientes el 12 de septiembre de 1839: 
- Departamentos: Chimaltenango, Chiquimula, Escuintla, Guatemala, Mita, Sacatepéquez, y Verapaz
- Distritos: Izabal y Petén[5]

La región occidental de la actual Guatemala había mostrado intenciones de obtener mayor autonomía con respecto a las autoridades de la ciudad de Guatemala desde la época colonial, pues los criollos de la localidad consideraban que los criollos capitalinos que tenían el monopolio comercial con España no les daban un trato justo.  Pero este intento de secesión fue aplastado por el general Rafael Carrera, quien reintegró al Estado de Los Altos al Estado de Guatemala en 1840 y luego venció contundentemente al presidente de la República Federal de Centro América, el general liberal hondureño Francisco Morazán en la Ciudad de Guatemala unos cuantos meses después.

### Visita de los arqueólogos Alfred y Anne Maudsaly en 1892

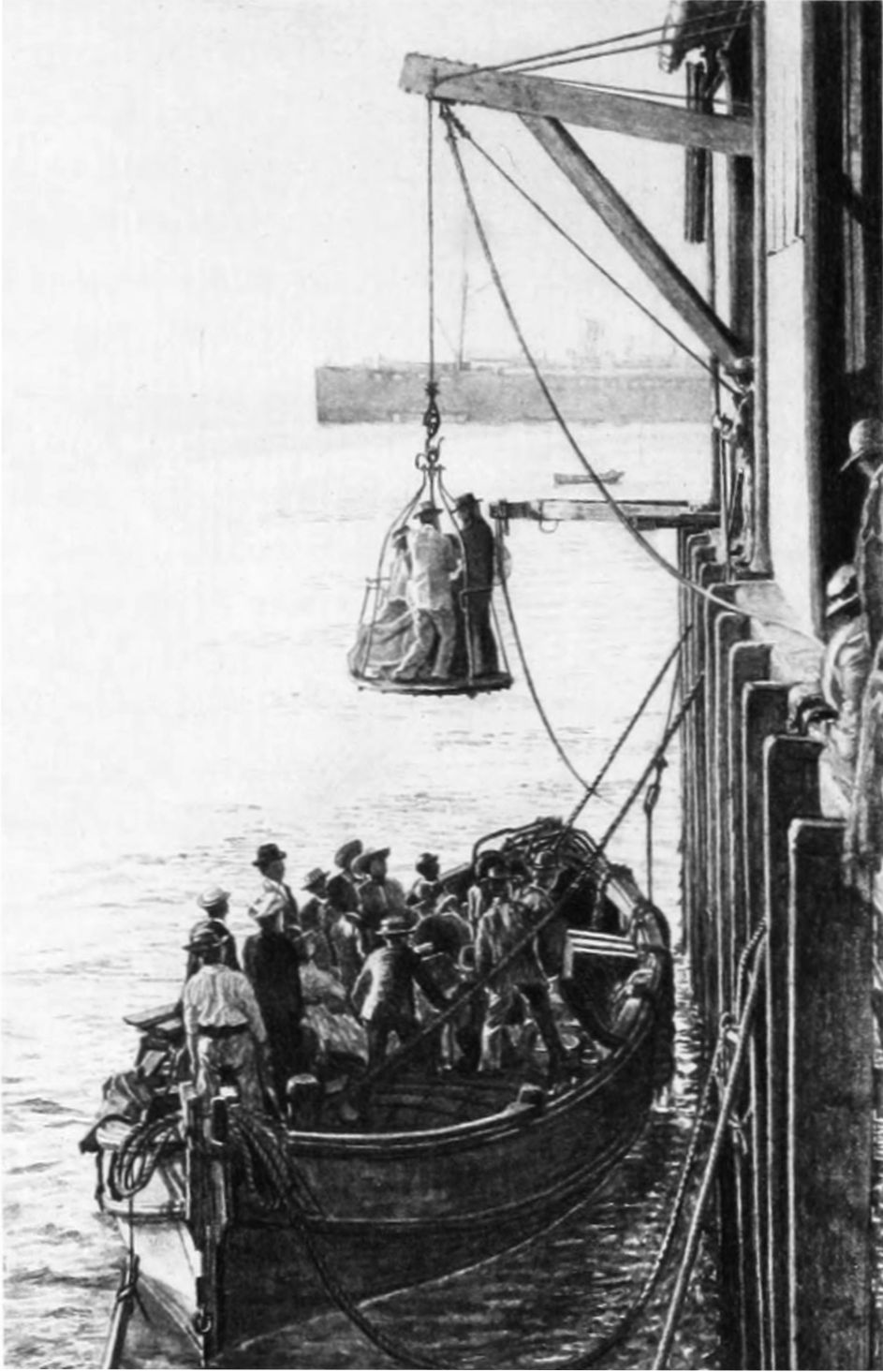
Desembarcando en el Puerto de San José en 1898. Dibujo de Ada Hunter

La esposa del arqueólogo Alfred Percival Maudslay describió así en 1899 el recorrido del Ferrocarril del Pacífico desde San José hasta la Ciudad de Guatemala, el cual transitaba todo el departamento de Escuintla desde el Puerto de San José hasta Amatitlán y de allí a la ciudad: «En la mañana del día siguiente tomamos el tren para la capital, que está a 70 millas de distancia.  Nuestra vía estaba tendida entre un espeso crecimiento de vegetación salvaje, a veces alterada por la presencia de una plantación bananera o por secciones con palmeras de cocos cargadas de frutos.  Cada arbolito tenía una gran cantidad de "glorias matutinas" y otras parásitas, mientras que grandes secciones de girasoles llenaban los espacios abiertos.  El tren pronto empezó a ascender, y dando un sinnúmero de vueltas entre las montañas nos ofreció las vistas encantadoras de los bosques tropicales y del mar y la brillante arena que se extiende por millas a lo largo de la costa.  No fueron menos interesantes las variedades de frutas que nos ofrecieron, y la perspectiva de la vida de los nativos que observamos en las estaciones intermedias. A través de un escenario que cambiaba constantemente, y siempre ascendiendo y bordeando montañas, llegamos al hermoso lago de Amatilán, a una elevación de cuatro mil pies sobre el nivel del mar, y subiendo otros mil pies, llegamos a la Ciudad de Guatemala».
Pero Mausdaly también fue muy crítico de las instalaciones y servicios del Puerto de San José: «Nuevamente anclamos en alta mar, y cuando llegó el momento de desembarcar fuimos balanceados por la borda del barco en una silla por turnos y luego colocados de sopetón sobre los otros pasajeros y los bultos de equipaje en una embarcación ligera que estaba junto al barco.  Esta operación fue realizada a la inversa cuando nos aproximamos a la orilla, y una jaula fue descendida desde el muelle de hierro que se alzaba prodigiosa y a alarmantemente alto sobre nosotros, y fuimos alzados hacia un sitio seguro. Gracias al cielo que no había marea alta, solo las tranquilas olas que baten incesantemente la costa.  Aun así, el desembarque fue una experiencia desagradable, y no quiero imaginar como sería en un día tormentoso; pero se debe recordar que aun el terror de aprovechar el momento exacto para salir como se pueda de una embarcación ligera para entrar a una pesada jaula, que por momentos choca contra el suelo de la embarcación y por otros se balancea peligrosamente sobre las cabezas de los pasajeros, es preferible al método antiguo, en el que la embarcación ligera era remalcada sobre las olas, y los desafortunados pasajeros desembarcaban, empapados y aterrorizados, aun si tuvieron la suerte de no naufragar o escapar de los dientes de hambrientos tiburones».

### SigloXXI
El 15 de abril de 2016, a casi un año de descubrir el Caso de La Línea —y un día después de que Juan Carlos Monzón fuera aceptado como colaborador eficaz en el caso— el Ministerio Público y la CICIG desbarataron otra estructura de corrupción que involucra a los exmandatarios Otto Pérez Molina y Roxana Baldetti: capturaron a más de diez personas por su supuesta implicación en el proceso anómalo de usufructo en la Empresa Portuaria Quetzal para favorecer a la empresa de capital español Transportes de Contenedores Quetzal (TCQ).
El expresdiente Pérez Molina había entregado en usufructo por 25 años un área de 348 mil 171 metros cuadrados del Puerto Quetzal a la firma TCQ, que a su vez es –subsidiaria de la empresa española «Transporte de Contenedores» de Barcelona el día Miércoles Santo del 2013, un día en el que prácticamente nadie trabaja en el país.
De acuerdo a lo reportado por los entes investigadores, la exvicepresidenta Baldetti, el expresidente Pérez Molina y el exsecretario general de la Presidencia, Gustavo Martínez, y el exsecretario privado de la vicepresidencia, Juan Carlos Monzón, participaron activamente en que se otorgara este contrato desde el momento en que se inició el gobierno del Partido Patriota el 14 de enero de 2012; de hecho, el 24 de enero de 2012 el operador Guillermo Lozano recomendó a Pérez Molina nombrar a Allan Marroquín como interventor de la Empresa Portuaria Quetzal, y posteriormente, por recomendación de Baldetti se nombró a Julio Sandoval como subinterventor de la entidad, todo en preparación para llevar a cabo la negociación con TCQ, específicamente con su representante en Guatemala, el ciudadano español Juan José Suárez.
De acuerdo a lo reportado por el MP y la CICIG, habría habido una comisión para los gestores nacionales de treinta millones de dólares, y que entre los beneficiados por habría estado el expresidente y la exvicepresidenta; de hecho, cuando se vio que Lozano no avanzaba con la negociación nombraron a Juan Carlos Monzón para que la agilizara, cosa que logró.  Monzón se habría reunido con los representantes de TCQ por desacuerdos en el pago de la comisión, que Pérez Molina habría solicitado que fuera en efectivo y consiguió que se realizara en un plan de pagos hasta 2016.  También se informó que de la comisión se descontó el pago de soborno a sindicalistas y personas de la Procuraduría General de la Nación y de la Contraloría General de Cuentas.
La fiscal general Thelma Aldana también anunció la interposición de un antejuicio en contra del magistrado de la Corte Suprema de Justicia, Douglas Charchal Ramos, quien presuntamente ayudó a Monzón a evitar un obstáculo jurídico de la empresa TCQ para obtener una licencia de construcción; a cambio, Charchal se habría reunido con Monzón para acordar su elección como magistrado de la Corte Suprema de Justicia. La fiscal general también anunció la interposición de un antejuicio en contra del magistrado de la Corte Suprema de Justicia, Douglas Charchal Ramos, quien presuntamente ayudó a Monzón a evitar un obstáculo jurídico de la empresa TCQ para obtener una licencia de construcción.
Una vez establecida la concesión, Pérez Molina y Baldetti se habrían repartido US$8 millones cuatrocientos mil garantizados por la firma Group Maritim TCB. Terminal de Contenedores Quetzal (TCQ) habría trasladado US$12 millones iniciales por medio de empresas del guatemalteco Jonathan Cheves, moviendo fondos en varios países; de la inversión total de US$225 millones, la compañía habría abonado dos abonos de comisiones, pero un tercero de US$12 millones ya no se habría abonado porque estaba programado para después del 16 de abril de 2015, fecha en que se descubrió el Caso de La Línea.
Por otra parte, como los sindicalistas de Puerto Quetzal se oponían al contrato y amenazaban con medidas de hecho, el representante de TCQ, el ciudadano español Juan José Suárez, habría concertado con los representantes del gobierno para sobornar a los sindicalistas.  De acuerdo con el MP y la CICIG, estos habrían recibido US$5 millones en sobornos.

## Geografía

### Topografía
Escuintla se encuentra situada sobre la cordillera (Sierra Madre), por lo que su estructura es accidentada y con una pendiente  que termina en el océano Pacífico .
En su parte norte, el departamento se encuentra propiamente sobre la cordillera eruptiva del país, ofreciendo en consecuencia un aspecto variado en su topografía: grupos volcánicos como los del Pacaya, notable en el sistema de la América Central serranía de complicadas y elevadas crestas altiplanicies dilatadas desfiladeros y barrancos profundos cráteres que revelan la actividad volcánica y lagunas que son pruebas de los trastornos Geológicos verificados en el suelo.

### Recursos naturales
La riqueza natural ha cedido espacio al cultivo de café, de cardamomo, las plantaciones de algodón, caña de azúcar, y la ganadería. Las zonas llanas, antes cubiertas de selvas tropicales, hoy poseen ecosistemas abiertos de sabana. Por condición natural, la sabana es húmeda, con árboles aislados de conacaste, ceiba y palo blanco.
La orilla del mar se compone de arenas grises y residuos de las materias volcánicas del norte.
Escuintla es recorrida por muchas corrientes fluviales cuyo destino es el Océano Pacífico. Sobresalen los ríos: Nahualate, que separa a Escuintla de Suchitepéquez; Madre Vieja, Coyolate, Acomé, Achiguate, María Linda, Siguacán, Michatoya.

### Clima
Se caracteriza por ser de Clima Cálido en la mayor parte del departamento, esto es porque posee selvas y llanuras de sabana y por baja altitud a nivel del mar (media de 362 m.s.n.m), sin embargo, el municipio de Palín, así como el de San Vicente Pacaya, presentan un clima más templando, debido a que se sitúan en la parte norte del departamento. En cuanto al resto del departamento, existen dos variantes: En el litoral del Océano Pacífico su clima es Tropical de Sabana (Aw), mientras que en el centro y norte del departamento, es de tipo Tropical Subecuatorial o Monzónico (Am). En cuanto a precipitaciones, se acumula mucha humedad derivado de los vientos alisios del este en temporada de lluvias (mediados de mayo-inicios de noviembre) y vientos del Norte de la temporada Seca (mediados de noviembre-inicios de mayo). Buena parte del año, incluso en algunos días de la temporada seca, produce abundantes lluvias en el departamento, en especial, en el Centro y Norte del departamento, aunque también existen muchos días secos en esta temporada. Mientras que en el sur, sus precipitaciones no sobrepasan de los 2000 mm anuales.

## Demografía
A continucación se presenta una lista de datos demográficos recolectados en base al censo del 2018, en donde se destacan tres pilares, como lo son la Población, Vivienda y Educación del Departamento de Escuintla.
 Escuintla cuenta con un total de 733,181 habitantes registrados según los datos del Censo 2018 y para el 2024 se estima un poco más de 830,000 personas en el departamento.
| Gráfica de evolución demográfica de Departamento de Escuintla entre 1880 y 2024                            |
| |
| Población de los censos y conteos del Instituto Nacional de Estadística de Guatemala (INE) de 1880 a 2024. |

| Datos Demográficos según el Censo 2018 | Datos Demográficos según el Censo 2018 | Datos Demográficos según el Censo 2018 |
| Escuintla                              | Escuintla                              | Escuintla                              |
| POBLACIÓN                              | POBLACIÓN                              | POBLACIÓN                              |
| Población Total                        | 176,632                                | 176,632                                |
| -------------------------------------- | -------------------------------------- | -------------------------------------- |
| Hombres                                | 365,507                                | 49.85%                                 |
| Mujeres                                | 367,674                                | 50.15%                                 |
| Población por Grupos de Edad           |                                        |                                        |
| 0-14 años                              | 229,278                                | 31.27%                                 |
| 15-64 años                             | 463,932                                | 63.28%                                 |
| 65 y más años                          | 39,971                                 | 5.45%                                  |
| Población por Área                     |                                        |                                        |
| Urbano                                 | 448,531                                | 61.18%                                 |
| Rural                                  | 284,650                                | 38.82%                                 |
| Población por Pueblos                  |                                        |                                        |
| Ladino                                 | 691,936                                | 94.37%                                 |
| Maya                                   | 37,100                                 | 5.06%                                  |
| Extranjero                             | 1,487                                  | 0.20%                                  |
| Garífuna                               | 933                                    | 0.13%                                  |
| Afrodescendiente                       | 1,466                                  | 0.20%                                  |
| Xinka                                  | 259                                    | 0.04%                                  |
| VIVIENDA                               |                                        |                                        |
| Edad Promedio                          | 27.10                                  | 27.10                                  |
| Total Viviendas                        | 209,451                                | 209,451                                |
| Promedio Personas                      | 3.98                                   | 3.98                                   |
| EDUCACIÓN                              |                                        |                                        |
| Promedio de Escolaridad                | 6.56 años                              | 6.56 años                              |
| Ninguno                                | 76,958                                 | 12%                                    |
| Pre Primaria                           | 13,965                                 | 2%                                     |
| Primaria                               | 289,920                                | 47%                                    |
| Media                                  | 219,486                                | 35%                                    |
| Superior                               | 22,680                                 | 3%                                     |
| Alfabetismo                            | 86.69%                                 | 86.69%                                 |

## División política
Este departamento posee catorce municipios, los cuales son:
| 1. Escuintla (Cabecera Departamental) 2. Guanagazapa 3. Iztapa 4. La Democracia 5. La Gomera 6. Masagua 7. Nueva Concepción 8. Palín 9. San José 10. San Vicente Pacaya 11. Santa Lucía Cotzumalguapa 12. Sipacate 13. Siquinalá 14. Tiquisate |

### Municipio según población
| Población por municipio del Departamento de Escuintla | Población por municipio del Departamento de Escuintla | Población por municipio del Departamento de Escuintla | Población por municipio del Departamento de Escuintla | Población por municipio del Departamento de Escuintla | Población por municipio del Departamento de Escuintla |
| N.                                                    | Municipio                                             | Estimación                                            | Censo                                                 | Censo                                                 | Crecimiento                                           |
| N.                                                    | Municipio                                             | 2024                                                  | 2018                                                  | 2002                                                  | Δ (2002-2018)                                         |
| ----------------------------------------------------- | ----------------------------------------------------- | ----------------------------------------------------- | ----------------------------------------------------- | ----------------------------------------------------- | ----------------------------------------------------- |
| 1                                                     | Escuintla ✪                                           | 174 328                                               | 156 313                                               | 119 897                                               | ▲ 26,4%                                               |
| 2                                                     | Santa Lucía Cotzumalguapa                             | 131 225                                               | 112 780                                               | 85 974                                                | ▲ 27,0%                                               |
| 3                                                     | Nueva Concepción                                      | 84 096                                                | 72 909                                                | 59 563                                                | ▲ 20,1%                                               |
| 4                                                     | Palín                                                 | 74 201                                                | 65 873                                                | 36 753                                                | ▲ 56,7%                                               |
| 5                                                     | Puerto San José                                       | 70 283                                                | 62 801                                                | 41 804                                                | ▲ 40,1%                                               |
| 6                                                     | Tiquisate                                             | 65 116                                                | 57 292                                                | 44 983                                                | ▲ 24,1%                                               |
| 7                                                     | La Gomera                                             | 55 388                                                | 46 666                                                | 47 971                                                | ▼ 2,8%                                                |
| 8                                                     | Masagua                                               | 49 600                                                | 45 323                                                | 32 245                                                | ▲ 33,7%                                               |
| 9                                                     | La Democracia                                         | 26 299                                                | 23 017                                                | 18 363                                                | ▲ 22,5%                                               |
| 10                                                    | Siquinalá                                             | 26 975                                                | 22 968                                                | 14 793                                                | ▲ 43,3%                                               |
| 11                                                    | Iztapa                                                | 20 697                                                | 18 342                                                | 10 993                                                | ▲ 50,1%                                               |
| 12                                                    | San Vicente Pacaya                                    | 18 891                                                | 16 705                                                | 12 678                                                | ▲ 27,4%                                               |
| 13                                                    | Sipacate                                              | 18 959                                                | 16 234                                                | *                                                     | N/D                                                   |
| 14                                                    | Guanagazapa                                           | 17 281                                                | 15 958                                                | 12 726                                                | ▲ 22,5%                                               |
| Escuintla                                             | Escuintla                                             | 833 339                                               | 733 181                                               | 548 746                                               | ▲ 28,8%                                               |

Nota: Sipacate pertenecía al municipio de La Gomera y no fue cosiderada municipalidad hasta el año 2015.

#### Municipio por sector
|  | 100 % |

|  | 0 % |

|  | 52 % |

|  | 48 % |

|  | 22 % |

|  | 78 % |

|  | 94 % |

|  | 6 % |

|  | 38 % |

|  | 62 % |

|  | 51 % |

|  | 49 % |

|  | 57 % |

|  | 43 % |

|  | 37 % |

|  | 63 % |

|  | 58 % |

|  | 42 % |

|  | 79 % |

|  | 21 % |

|  | 27 % |

|  | 73 % |

|  | 54 % |

|  | 46 % |

|  | 61 % |

|  | 39 % |

|  | 23 % |

|  | 77 % |

|  | 61 % |

|  | 39 % |

## Desarrollo
Véase también: Anexo:Departamentos de Guatemala por IDH
El informe de desarrollo humano publicado en 2022 por el PNUD Guatemala, La celeridad del cambio, una mirada territorial del desarrollo humano 2002–2019, donde se observó el cambio y el avance que ha habido en el país entre 2002 y 2018, en materia de salud, educación y vivienda.

### IDH Departamental
Escuintla cuenta con un IDH de 0,660 , lo cual lo ubica como el quinto departamento más desarrollado de Guatemala. Su IDH es superior al de la media municipal. Entre los municipios más poblados son Escuintla y Santa Lucía Cotzumalguapa que al mismo tiempo se presentan como municipios con un buen nivel de desarrollo. En el año 2002, el departamento tenía un IDH de 0,567  promediando un crecimiento del 15,2% , al año seis puntos porcentuales de crecimiento.
|  | 0,660 |

|  | 0,567 |

|  | 0,650 |

|  | 0,550 |

Los municipios más desarrollados del departamento son su ciudad, Escuintla con un IDH de 0,702 y Palín con un IDH de 0,697 . Ambos municipios cuentan con desarrollo humanoa alto, esto se debe a la industrialización que han tenido , en el caso de Escuintla se destaca su buen índice de educación mientras de Palín por su indicador de salud. Los municipios menos desarrollados del departamento son Guanagazapa con 0,613 , Nueva Concepción con 0,615 y Sipacate con 0,617, en el caso de los tres se debe a su lejanía de la infraestructura vital como los tramos carreteros . Aunque es de resaltar que el departamento ha roto las brechas de desarrollo entre sus municipios.
| N.        | Municipio                 | IDH 2018 | IDH 2002 |
| Escuintla | Escuintla                 | 0,660    | 0,567    |
| IDH Alto  | IDH Alto                  | IDH Alto | IDH Alto |
| --------- | ------------------------- | -------- | -------- |
| 1         | Escuintla ✪               | 0,702    | 0,632    |
| 2         | Palín                     | 0,697    | 0,596    |
| IDH Medio |                           |          |          |
| 3         | San Vicente Pacaya        | 0,681    | 0,556    |
| 4         | Siquinalá                 | 0,669    | 0,582    |
| 5         | Puerto San José           | 0,662    | 0,573    |
| 6         | Santa Lucía Cotzumalguapa | 0,651    | 0,569    |
| 7         | Iztapa                    | 0,650    | 0,553    |
| 8         | La Democracia             | 0,643    | 0,530    |
| 9         | Tiquisate                 | 0,639    | 0,565    |
| 10        | La Gomera                 | 0,638    | 0,516    |
| 11        | Masagua                   | 0,626    | 0,523    |
| 12        | Sipacate                  | 0,617    | 0,516    |
| 13        | Nueva Concepción          | 0,615    | 0,509    |
| 14        | Guanagazapa               | 0,613    | 0,488    |
| Promedio  | Promedio                  | 0,650    | 0,550    |

| N. | Municipio                 | IDH Según Indicadores | IDH Según Indicadores | IDH Según Indicadores |
| N. | Municipio                 | Salud                 | Educación             | Nivel de Vida         |
| -- | ------------------------- | --------------------- | --------------------- | --------------------- |
| 1  | Escuintla ✪               | 0,859                 | 0,581                 | 0,692                 |
| 2  | Palín                     | 0,874                 | 0,520                 | 0,644                 |
| 3  | San Vicente Pacaya        | 0,892                 | 0,537                 | 0,659                 |
| 4  | Siquinalá                 | 0,827                 | 0,550                 | 0,658                 |
| 5  | Puerto San José           | 0,835                 | 0,526                 | 0,660                 |
| 6  | Santa Lucía Cotzumalguapa | 0,803                 | 0,526                 | 0,653                 |
| 7  | Iztapa                    | 0,818                 | 0,520                 | 0,644                 |
| 8  | La Democracia             | 0,793                 | 0,517                 | 0,648                 |
| 9  | Tiquisate                 | 0,809                 | 0,489                 | 0,661                 |
| 10 | La Gomera                 | 0,825                 | 0,489                 | 0,643                 |
| 11 | Masagua                   | 0,781                 | 0,499                 | 0,628                 |
| 12 | Sipacate                  | 0,772                 | 0,474                 | 0,659                 |
| 13 | Nueva Concepción          | 0,823                 | 0,449                 | 0,636                 |
| 14 | Guanagazapa               | 0,802                 | 0,479                 | 0,601                 |
| -  | Escuintla (Promedio)      | 0,822                 | 0,511                 | 0,648                 |

### Población que vive en el departamento según IDH
| N. | Municipio                 | IDH 2018 | Población (2018) | Según Desarrollo |
| -- | ------------------------- | -------- | ---------------- | ---------------- |
| 1  | Escuintla ✪               | 0,702    | 156,313          | 222,185          |
| 2  | Palín                     | 0,697    | 65,873           | 222,185          |
| 3  | San Vicente Pacaya        | 0,681    | 16,705           | 510,994          |
| 4  | Siquinalá                 | 0,669    | 22,968           | 510,994          |
| 5  | Puerto San José           | 0,662    | 62,801           | 510,994          |
| 6  | Santa Lucía Cotzumalguapa | 0,651    | 112,780          | 510,994          |
| 7  | Iztapa                    | 0,650    | 18,342           | 510,994          |
| 8  | La Democracia             | 0,643    | 23,017           | 510,994          |
| 9  | Tiquisate                 | 0,639    | 57,292           | 510,994          |
| 10 | La Gomera                 | 0,638    | 46,666           | 510,994          |
| 11 | Masagua                   | 0,626    | 45,323           | 510,994          |
| 12 | Sipacate                  | 0,617    | 16,234           | 510,994          |
| 13 | Nueva Concepción          | 0,615    | 72,909           | 510,994          |
| 14 | Guanagazapa               | 0,613    | 15,958           | 510,994          |
| -  | Escuintla                 | 0,660    | 0,660            | 0,660            |

## Religión
| Religión en Escuintla (2020) | Religión en Escuintla (2020) | Religión en Escuintla (2020) | Religión en Escuintla (2020) | Religión en Escuintla (2020) |
| ---------------------------- | ---------------------------- | ---------------------------- | ---------------------------- | ---------------------------- |
| Religión                     | Religión                     |                              | Porcentaje                   | Porcentaje                   |
| Protestantes y Evangélicos   | Protestantes y Evangélicos   |                              | 52.1 %                       | 52.1 %                       |
| Católicos                    | Católicos                    |                              | 25 %                         | 25 %                         |
| Sin Religión                 | Sin Religión                 |                              | 20.8 %                       | 20.8 %                       |
| Otras religiones             | Otras religiones             |                              | 2.1 %                        | 2.1 %                        |

En Escuintla , la religiones predominantes son el Protestantismo y el Catolicismo . Con el 52% el Evangelicalismo seguido el Catolicismo con el 25% y sin religión con el 20.8%. 

## Economía

### AgriculturayGanadería
Escuintla posee tierras fértiles que la hacen productora de infinidad de productos agrícolas, entre los cuales tenemos: caña de azúcar, café, algodón, frutas, maíz, legumbres y fríjol.
Otro rubro de la economía departamental es la ganadería, que se explota en grandes extensiones de su territorio. 

### Pobreza
En el departamento de Escuintla (del 100% de su población) tiene un 52.9% en pobreza o un 11.2% en pobreza extrema según datos del PNUD 2014.  

## Demografía

### Grupos Étnicos
- Kaqchikeles
- Poqomames
- K´iche´s

En este departamento, se encuentra gran parte de la población mestizada, razón por la cual la mayoría habla español. En Palín, se habla poqomam y en Santa Lucía Cotzumalguapa cuenta con la etnia Kakchiquel.

### Idiomas
En el departamento, el idioma oficial es el español, sin embargo, en los municipios de Santa Lucía Cotzumalguapa y Nueva Concepción, algunos nativos hablan kaqchikel y Ch´orti´, mientras que en algunas partes de Santa Lucía Cotzumalguapa y Palín, se habla Poqomam.

### Artesanías
En Escuintla hay muchas ventas de Artesanías de barro y madera.

#### Artículos de Pesca
Se fabrican atarrayas, arpones para pesca, anzuelos, trasmallos y lumpes aperos para pesca, canoas, estos mismos se elaboran en
las zonas cercanas a la playa, utilizando materiales naturales como concha de mar y caracoles.

#### Tejidos
Se elaboran tejidos tradicionales de algodón, además, se trabajan bordados en hilo de oro y plata, tradicionales de la región.

#### Artesanías varias
Se fabrican, entre otras cosas, juguetes de madera y algunos elaborados con conchas de mar y caracoles, como lo son las marimbas, muebles, jabón y curtimbres velas en variados diseños, pulseras, anillos, adornos estos últimos fabricados con conchas de mar y caracoles.

### Tradiciones
Es una tradición quemar al diablo todos los siete de diciembre a las seis de la tarde, además es común que los Escuintlecos degusten un delicioso tamal todos los sábados, él principal género musical preferido es la cumbia y son guatemalteco.

#### Ferias Patronales
Entre estas se realizan todo tipo de actividades y eventos de naturaleza, como los juegos florales, certámenes literarios, bailes sociales y eventos deportivos. Sus actividades religiosas son consideradas como el centro de toda celebración, celebrando las procesiones pintorescas. Se toman en cuenta los grupos de danza (en Siquinalá, puerto San José, La Gomera y Palín), realizando el «Baile de Moros».
| Fecha                      | Celebración           | Lugar                      | Fecha                    | Celebración                  | Lugar                     |
| -------------------------- | --------------------- | -------------------------- | ------------------------ | ---------------------------- | ------------------------- |
| 1 de enero                 | Año Nuevo             | La Democracia              | 22 de enero              | San Vicente Mártir           | San Vicente Pacaya        |
| 15 de febrero              | San Lorenzo           | Guanagazapa                | 19 de marzo              | San José                     | San José                  |
| 4 de abril                 | San Benito de Palermo | La Democracia              | 3.er viernes de Cuaresma |                              | Masagua                   |
| 30 de julio                | San Cristóbal         | Palín                      | 25 de noviembre          | Santa Catalina de Alejandría | Siquinalá                 |
| 8 de diciembre             | Virgen de Concepción  | Escuintla Nueva Concepción | 13 de diciembre          | Santa Lucía                  | Santa Lucía Cotzumalguapa |
| 22 de diciembre 2 de enero | Navidad y Año Nuevo   | Tiquisate                  | 25 de diciembre          | Navidad                      | Iztapa                    |
| 26 de octubre              | Santa Clara           | Aguas Calientes            | 25 de diciembre          | Navidad                      | Iztapa                    |

En las fiestas patronales se celebran las ferias ganaderas, carreras de cintas, peleas de gallos y, a veces, las corridas de toros.

#### Legados Tradicionales
Estos legados son considerados imposibles de ser separados de sus herencias históricas. Lastimosamente, cada vez estas tradiciones se ven más afectadas a causa del desarrollo socioeconómico del departamento, siendo casi una extensión de la ciudad del país.
Estas tradiciones orales escuintlecas recrean velorios como “cabos de novena” y otras actividades de diversión en cañaverales, ingenios de caña y cafetales.
La función principal de contar los cuentos y leyendas es para evitar la rutina de días calurosos y la homogeneidad de los oficios campestres, de ganadería, como por ejemplo, en Guanagazapa los vaqueros y peones se reúnen en los corredores de las casas a contar cuentos. En La Gomera y Nueva Concepción, se sientan a la orilla de la carretera para escuchar las historias.
En esta región existen dos tipos de narradores (ninguno con nombre particular) pero conocidos como “cuenteros” o “palabreros”. Estos cuenteros son los ancianos que saben todo sobre la sabiduría del pueblo, con habilidad para narrar.

#### Música Tradicional
La música del departamento de Escuintla es muy rica en tradiciones sonoras. No obstante, por el desarrollo industrial del departamento, la música de la contracultura mexicana y norteamericana se han impuesto sobre las de tradición oral pero aun así la preferida es la cumbia.”
En Palín, se realizan los sones en marimba, toques de chirimía, tambor y pito.En Santa Lucía Cotzumalguapa – se le conocen las marimbas dobles. Con ellas realizan conciertos y fiestas para la comunidad. También existen las bandas militares acompañando ceremonias civiles durante Semana Santa las procesiones.

#### Gastronomía
Por ejemplo, en Palín su plato principal es la carne guisada.
En Escuintla, no se cuenta con un platillo específico que pueda llamarse originario o típico de allí, pero si cuentan con el producto marítimo. Se consume mucho el pescado y los mariscos. El Chirmol de Zapatero es un platillo original de Escuintla. en Escuintla se pueden consumir como platillo típico los tamales negros dulces y el cangrejo relleno.

## Atractivos turísticos

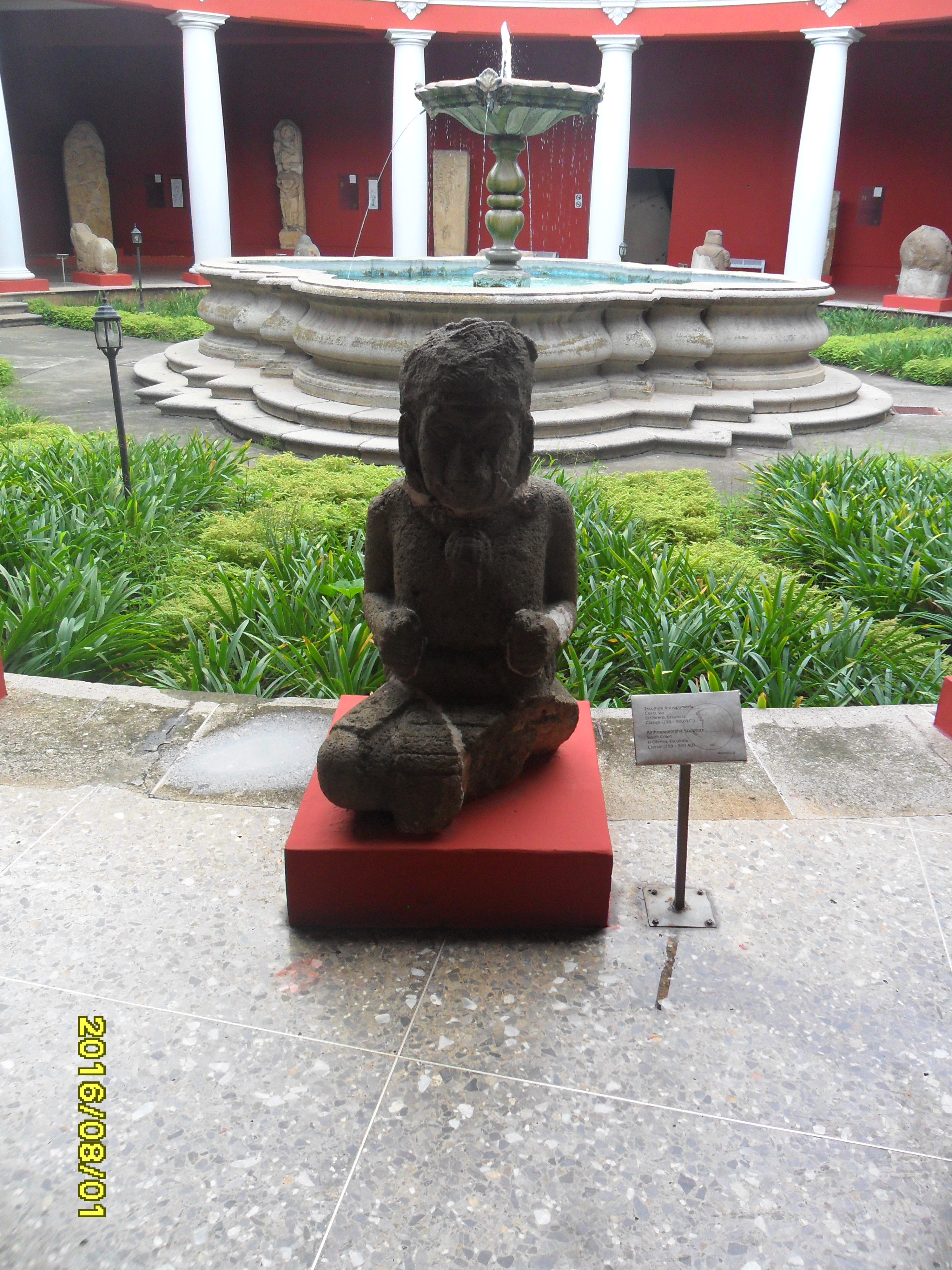
Escultura antropomorfa de El Obrero en Escuintla, ubicada en el Museo Nacional de Arqueología y Etnología de Guatemala

### Volcán de Pacaya
Este volcán es compartido con el departamento de Guatemala, pero es en San Vicente Pacaya y sus aldeas, Bejucal, El Cedro, El Patrocinio, Los Chagüites y San Francisco de Sales, en donde el coloso muestra sus rasgos más impresionantes. Es un sitio ideal para caminatas de montaña, aprendizaje sobre geología e historia natural, fotografía de la naturaleza, excursionismo o simple paseo.

### Ceiba Pentandra, El Cañón, Palín
Este municipio es de suma importancia, debido a que es donde los Poqomames, descendientes de la civilización maya, fueron establecidos durante la época de la colonia. Ejerció mucha influencia sobre el territorio, dejando su cultura y tradiciones en el pueblo. Esta región se caracteriza también, por tener los "Cuenteron o Palabreros" que son los narradores de historias de la región. El gran atractivo es su gran ceiba y el mercado situado en el centro del municipio, parque municipal. Sus costumbres y tradiciones sobresalen en Escuintla por ser un municipio que le da realce a toda festividad religiosa (Católica).
El valle del río Michatoya corta la cadena volcánica entre los poblados de Amatitlán, que pertenece al departamento de Guatemala y Palín, Escuintla. La estrecha garganta se ha llamado Cañón de Palín. Es una zona de intensa actividad volcánica, provocada por el volcán Pacaya. Aquí abundan las fuentes termales y los balnearios.

### San Pedro Mártir, gruta y cascada
La gruta de San Pedro Mártir se encuentra en el poblado del mismo nombre, en un paraje situado al pie de la montaña El Peñón, a pocos kilómetros al noreste de la ciudad de Escuintla. Este lugar combina la existencia de una gruta natural con una cascada de casi 6.5 metros de alto formada por el río Michatoya. La caverna es de origen volcánico y es una de las pocas de su género en Guatemala. Consta de una amplia bóveda en forma de concha que posee varias grietas. La cascada consta de cuatro saltos de agua separados por rocas cubiertas de vegetación. Es de fácil acceso, en donde además de pasear, se pueden tomar refrescantes baños.

### Playas marinas
El litoral oceánico escuintleco es muy uniforme. Posee muchas playas y balnearios. Hay algunas preferidas porque son más accesibles o porque tienen cerca restaurantes, servicios y hoteles. Por ejemplo, El Semillero, Tecojate, San José Rama Blanca, La Empalizada, Rancho Carrillo, El Paredón Buena Vista, La Barrita, Chulamar, Lindamar y El Conacaste.

### El Peñón
Es una montaña próxima a San Andrés Osuna y San Vicente Los Cimientos que mide 45 m de altura.  Existen leyendas locales que advierten a los visitantes de posibles consecuencias negativas para quienes lo visiten; incluso, hay quienes afirman que haber visto apariciones en el lugar.[cita requerida]  A pesar de las leyendas, se construyó una torre de señal telefónica en la cima de la montaña, la cual es un atractivo turístico por la vista de 360° que se puede ver de la región. Recientemente ocurrió un incidente el cual dejó a una persona afectada, ya que se perdió en la montaña por un día, los bomberos y personal lo encontraron, mostró perdida de razón y deshidratación.[cita requerida]